# ビジネス・カジュアル
ビジネス・カジュアルとは、男性用の平服に用いられている服装である。又はオフィスカジュアル。

## 概要
既存の背広に変わり、職場でも私服で過ごす所も増加してきている。暑さを凌ぐ為にネクタイを外したことに加え、背広であることに違和感をなくすために、替わりに衣服で過ごす必要性が求められている。面接でも私服の指定がある場合はビジネス・カジュアルが無難である。

## ビジネス・カジュアル
代えの背広型のジャケットのスポーツジャケット[:en]や、ワイシャツ地のシャツジャケットを、ワイシャツは、ボタンダウンや織物・カジュアルシャツ・ポロシャツに、スラックスは、ウールパンツやチノ・パンツ・細身のカーゴパンツに、革靴は紐靴やモンク・ストラップからローファーに替えるなどクールビズやウォームビズと関連が深い。一般にTシャツのみや、ボトムスにジーンズ、ハーフパンツ、靴にスニーカー・サンダル・ミュールは用いられない。